# Selección de fútbol sala de China Taipéi
La Selección de fútbol sala de China Taipéi es el equipo que representa al país en la Copa Mundial de fútbol sala de la FIFA, en el Campeonato Asiático de Futsal y en el Campeonato de Futsal de la EAFF; y es controlado por la Asociación de Fútbol de China Taipéi.

## Estadísticas

### Copa Mundial de Futsal FIFA
| Copa Mundial de fútbol sala de la FIFA | Copa Mundial de fútbol sala de la FIFA | Copa Mundial de fútbol sala de la FIFA | Copa Mundial de fútbol sala de la FIFA | Copa Mundial de fútbol sala de la FIFA | Copa Mundial de fútbol sala de la FIFA | Copa Mundial de fútbol sala de la FIFA | Copa Mundial de fútbol sala de la FIFA |
| Año                                    | Ronda                                  | J                                      | G                                      | E                                      | P                                      | GF                                     | GC                                     |
| -------------------------------------- | -------------------------------------- | -------------------------------------- | -------------------------------------- | -------------------------------------- | -------------------------------------- | -------------------------------------- | -------------------------------------- |
| 1989 - 2000                            | No participó                           | No participó                           | No participó                           | No participó                           | No participó                           | No participó                           | No participó                           |
| 2004                                   | Primera ronda                          | 3                                      | 0                                      | 0                                      | 3                                      | 2                                      | 29                                     |
| 2008                                   | No clasificó                           | No clasificó                           | No clasificó                           | No clasificó                           | No clasificó                           | No clasificó                           | No clasificó                           |
| 2012                                   | No clasificó                           | No clasificó                           | No clasificó                           | No clasificó                           | No clasificó                           | No clasificó                           | No clasificó                           |
| 2016                                   | No clasificó                           | No clasificó                           | No clasificó                           | No clasificó                           | No clasificó                           | No clasificó                           | No clasificó                           |
| 2021                                   | No clasificó                           | No clasificó                           | No clasificó                           | No clasificó                           | No clasificó                           | No clasificó                           | No clasificó                           |
| 2024                                   | No clasificó                           | No clasificó                           | No clasificó                           | No clasificó                           | No clasificó                           | No clasificó                           | No clasificó                           |
| Total                                  | 1/9                                    | 3                                      | 0                                      | 0                                      | 3                                      | 2                                      | 29                                     |

### Copa Asiática de Futsal de la AFC
| Copa Asiática de Futsal de la AFC | Copa Asiática de Futsal de la AFC | Copa Asiática de Futsal de la AFC | Copa Asiática de Futsal de la AFC | Copa Asiática de Futsal de la AFC | Copa Asiática de Futsal de la AFC | Copa Asiática de Futsal de la AFC | Copa Asiática de Futsal de la AFC |
| Año                               | Ronda                             | J                                 | G                                 | E                                 | P                                 | GF                                | GC                                |
| --------------------------------- | --------------------------------- | --------------------------------- | --------------------------------- | --------------------------------- | --------------------------------- | --------------------------------- | --------------------------------- |
| 1999 - 2000                       | No participó                      | No participó                      | No participó                      | No participó                      | No participó                      | No participó                      | No participó                      |
| 2001                              | Fase de grupos                    | 4                                 | 1                                 | 0                                 | 3                                 | 16                                | 25                                |
| 2002                              | Fase de grupos                    | 3                                 | 0                                 | 0                                 | 3                                 | 8                                 | 28                                |
| 2003                              | Cuartos de final                  | 4                                 | 2                                 | 0                                 | 2                                 | 14                                | 21                                |
| 2004                              | Fase de grupos                    | 3                                 | 1                                 | 0                                 | 2                                 | 14                                | 11                                |
| 2005                              | Primera ronda                     | 6                                 | 4                                 | 0                                 | 2                                 | 22                                | 12                                |
| 2006                              | Fase de grupos                    | 3                                 | 0                                 | 0                                 | 3                                 | 7                                 | 16                                |
| 2007                              | No clasificó                      | No clasificó                      | No clasificó                      | No clasificó                      | No clasificó                      | No clasificó                      | No clasificó                      |
| 2008                              | Fase de grupos                    | 3                                 | 0                                 | 0                                 | 3                                 | 4                                 | 20                                |
| 2010                              | Fase de grupos                    | 3                                 | 0                                 | 0                                 | 3                                 | 6                                 | 16                                |
| 2012                              | Fase de grupos                    | 3                                 | 0                                 | 0                                 | 3                                 | 7                                 | 15                                |
| 2014                              | Fase de grupos                    | 3                                 | 1                                 | 0                                 | 2                                 | 10                                | 15                                |
| 2016                              | Fase de grupos                    | 3                                 | 0                                 | 1                                 | 2                                 | 9                                 | 15                                |
| 2018                              | Fase de grupos                    | 3                                 | 1                                 | 1                                 | 1                                 | 8                                 | 9                                 |
| 2022                              | Fase de grupos                    | 3                                 | 0                                 | 1                                 | 2                                 | 3                                 | 15                                |
| Total                             | 13/16                             | 44                                | 10                                | 3                                 | 31                                | 128                               | 218                               |

### EAFF Futsal Championship
| East Asian Championship record | East Asian Championship record | East Asian Championship record | East Asian Championship record | East Asian Championship record | East Asian Championship record | East Asian Championship record | East Asian Championship record |
| Año                            | Ronda                          | J                              | G                              | E                              | P                              | GF                             | GC                             |
| ------------------------------ | ------------------------------ | ------------------------------ | ------------------------------ | ------------------------------ | ------------------------------ | ------------------------------ | ------------------------------ |
| 2009                           | 3º Lugar                       | 5                              | 3                              | 0                              | 2                              | 21                             | 21                             |
| 2014                           | Finalista                      | 4                              | 3                              | 1                              | 0                              | 14                             | 8                              |
| Total                          | 1/2                            | 5                              | 4                              | 0                              | 1                              | 32                             | 9                              |